# مؤسسه سروانتس
مؤسسهٔ سروانتس نهادی فرهنگی و غیرانتفاعی است که در سراسر دنیا دارای فعالیت می‌باشد. این نهاد در سال ۱۹۹۱ توسط دولت اسپانیا بنانهاده شد.
نام این مؤسسه از نویسندهٔ مشهور اسپانیایی، میگل د سروانتس (۱۵۴۷–۱۶۱۶) گرفته شده ‌است که خالق مهم‌ترین اثر ادبی زبان اسپانیایی یعنی دن کیشوت می‌باشد.
این مؤسسه در بیش از ۲۰ کشور دارای ۵۴ شعبهٔ رسمی می‌باشد هدف اصلی فعالیت‌های این مؤسسه آموزش و ترویج زبان و فرهنگ کشورهای اسپانیایی زبان می‌باشد.
ماده ۳ قانون ۷/۱۹۹۱ این مؤسسه که در ۲۱ مارس سال ۱۹۹۱ تصویب شده‌است بیان می‌دارد که هدف اصلی این مؤسسه ترویج، آموزش، مطالعه و استفاده از زبان اسپانیایی به عنوان زبان دوم جهان در جهت حمایت و گسترش از روش‌ها و فعالیت‌هایی ست که به تمامی فرآیندهای آموزش زبان اسپانیایی کمک نماید. هدف از این آموزش کمک به پیشرفت فرهنگ کشور اسپانیا و کشورهای اسپانیایی زبان آمریکای لاتین، و همچنین کسانی که در کشورهای غیر اسپانیایی زبان به این زبان صحبت می‌کنند.

## فعالیت‌ها

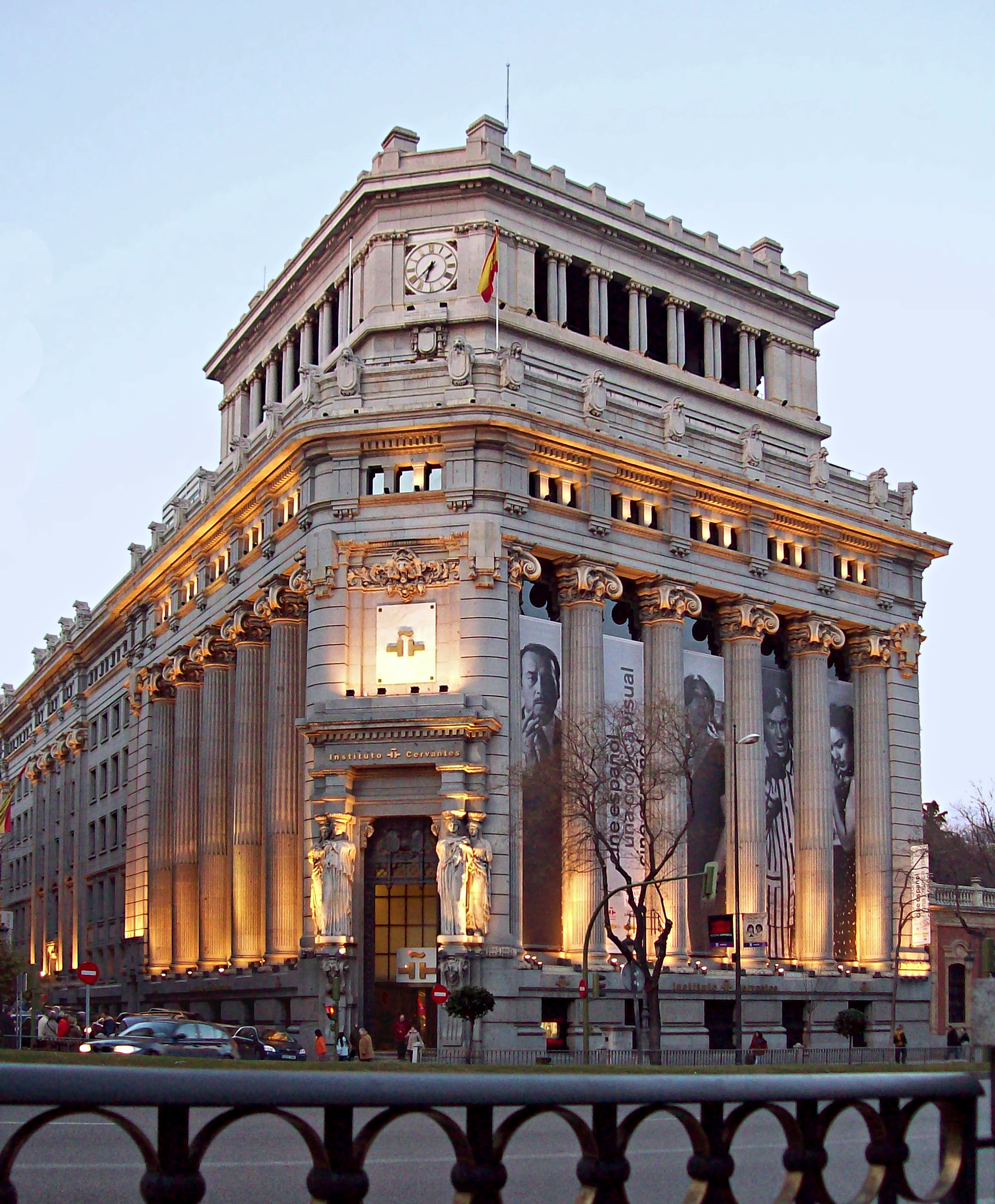
ساختمان اصلی مؤسسه سروانتس ، در مادرید.

- برگزاری کلاس‌ها و دوره‌های عمومی و تخصصی زبان اسپانیایی
- برگزاری رویدادهای فرهنگی با موضوعات زبان و فرهنگ کشورهای اسپانیایی زبان
- تدوین و گسترش روشهای نوین آموزش زبان اسپانیایی
- برگزاری آزمون دله و ارائه مدارک مرتبط با آن به نمایندگی از وزارت آموزش و پرورش اسپانیا. این مدرک یک گواهی رسمی و دائم الاعتبار است که نشان دهندهٔ سطح توانایی و تسلط افراد به زبان اسپانیایی است.
- این آزمون بر اساس چارچوب اروپایی مشترک مرجع برای زبان‌ها در شش سطح A1، A2، B1، B2، C1، C2 برگزار می‌گردد.